# Brown Palace Hotel
Das Brown Palace Hotel gilt als ältestes Hotel in Denver im US-Bundesstaat Colorado. Erbaut wurde es von Henry C. Brown im Jahre 1892. Das markante Gebäude aus rotem Granit und Sandstein mit seinem über acht Stockwerke reichenden Atrium wurde von dem Architekten Frank E. Edbrooke entworfen. Es sollte der „besseren Gesellschaft“ Denvers, zumeist durch die Gold- und Silbervorkommen der Rockies zu Reichtum gelangt, einen eleganten Treffpunkt bieten, der sich mit den noblen Hotels der Ostküste messen konnte.
Der erste US-Präsident, der im Hotel übernachtet hat, war im Jahr 1905 Theodore Roosevelt. „Unsinkable“ Molly Brown übernachtete hier nur eine Woche nach dem Untergang der Titanic. Weitere bekannte Persönlichkeiten, darunter Sun Yat-sen, der erste Präsident der chinesischen Republik, sowie die US-Präsidenten Woodrow Wilson, Harry S. Truman, Warren G. Harding, William Howard Taft und Dwight D. Eisenhower zählten zu den Gästen. Eisenhower nutzte es sogar als Hauptquartier im Vorwahlkampf 1952.
Im Jahr 1911 wurde das Hotel Schauplatz eines legendären Kriminalfalls, in welchem Frank Henwood in der „Marble Bar“ des Hotels, den Ballonfahrerpionier Sylvester Louis „Tony“ von Phul (1878–1911) erschoss und versehentlich George Copeland, einen unschuldigen Zuschauer tötete. Henwood und von Phul waren in Rivalität um die Zuneigung von Isabel Springer, der Ehefrau des wohlhabenden Unternehmers und politischen Kandidaten John W. Springer aus Denver geraten. Die Morde gipfelten in einer Reihe öffentlicher Prozesse, die landesweit Aufsehen erregten.
Das Brown Palace Hotel wurde am 28. April 1970 in das National Register of Historic Places aufgenommen.